# Романс-Пети, Анри
Анри Романс-Пети (фр. Henri Romans-Petit) урожденный Анри Дени Жан-Мари Пети; 13 февраля 1897, Фирмини (департамент Луара) — 1 ноября 1980 года, Сень (департамент Эн)), активный участник французского движения Сопротивления во время Второй мировой войны. Организатор партизанских отрядов (маки́), подчинённых подпольной организации Фран-тирёр, в Эне, Верхней Юре и Верхней Савойе.
С января 1916 года принимал участие в Первой мировой войне. Получил звание сержанта, а затем, после окончания курсов в Сен-Сире, перевёлся в французские ВВС, в бомбардировочную эскадрилью, где дослужился до звания второго лейтенанта. Демобилизовавшись в 1918 году, получил юридическое образование и вступил в группу прессы, генеральным агентом которой стал в своём регионе.
В 1938 году, по мобилизации, как капитан запаса получил командование над авиабазами в Ницце и Каннах. Демобилизовавшись после поражения 1940 года, вернулся в Сент-Этьен, где вступил в контакт с подпольной сетью L’Espoir, связанной с организацией Фран-тирёр (Franc-Tireur). Первым его заданием стала разведка вокруг Лиона на пригодность местности для приёма парашютистов и подготовка площадок.
В конце 1942 года он стал создавать отряды маки в Эне и Верхней Юре и по фальшивому удостоверению личности получил псевдоним «Романс». Это имя он сохранит и после войны, называя себя Анри Роман-Пети. Летом 1943 года Романс-Пети был также назначен руководителем маки́ в департаменте Эн, а затем стал главой Секретной армии в своём регионе.
Занял со своими партизанами 11 ноября 1943 года городок Ойонна и провёл там парад в честь Дня 11 ноября. Эта акция, ставшая широко известной, заставила союзников, которые до сих пор неохотно отправляли оружие для французских партизан, начать помощь маки́.
Романс-Пети организовывал партизанские отряды в Верхней Савойе. Летом 1944 года он учредил в Нантюа настоящую гражданскую администрацию и стал издавать газету La Voix du maquis.
Во время освобождения Франции был заключен новым комиссаром республики Ивом Фаржем на несколько недель в тюрьму в форте Ламот в Лионе по обвинению в злоупотреблении властью.
В послевоенные годы был региональным политиком. На выборах 1958 года Романс-Пети был кандидатом от второго избирательного округа Эн, где занял 3-е место в первом туре и второе место во втором туре. Романс-Пети умер 1 ноября 1980 года в Сене в департаменте Эн.
В его честь названы улицы в Сен-Лоран-сюр-Соне, Дортане и Энен-Бомоне и площадь в Бур-ан-Бресс.